# Bandera de la Febró
La bandera oficial de la Febró té el següent descripció:
Bandera apaïsada, de proporcions dos d'alt per tres de llarg, blanca, amb un pal verd fosc de gruix 2/9 de la llargària del drap, al centre.
Va ser aprovada el 4 de juny de 2009 i publicada en el DOGC el 22 de juny del mateix any amb el número 5405.